# Cunami

A 2004 karácsonyi cunami

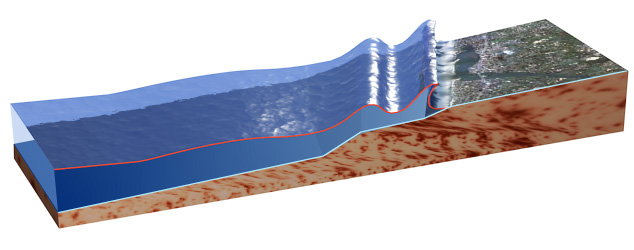
A cunami partot érésének sematikus ábrázolása

A cunami (japánul: 津波, szó szerinti jelentése: „cu”: kikötő, „nami”: hullám, vagyis kikötői hullám) japán eredetű kifejezés. A szeizmikus árhullámot jelöli, és nem tévesztendő össze az óriáshullámmal, vagy a szökőárral, melyek mind más természeti jelenségek. Az egyik legpusztítóbb természeti katasztrófa, ám igen ritkán fordul elő, és még ritkábban szed áldozatokat, bár ha magas cunami éri el a partokat, hatalmas pusztításra képes. A közelmúltban a 2004-es indiai-óceáni cunami és a 2011-es tóhokui földrengés és cunami volt a legpusztítóbb.

## Keletkezése, mechanizmusa

A hullámok megváltozása a part közelében

A 2004. december 26-ai szökőár keletkezése és terjedése

Túlnyomórészt kétféle módon keletkezhet: tenger alatti földrengés, ún. tengerrengés (ami a tengerfenék alatt kevesebb mint 50 méter mélységben következik be, és legalább 6,5 erősségű) (az esetek 86%-ban) vagy szintén tenger alatti vulkánkitörések (14%), illetve kisebb arányban tenger alatti vagy parti földcsuszamlások is okozhatják. Általában törési síkok mellett keletkezik, ahol nagy tömegátrendeződés zajlott le. Ha a tengerfenék megemelkedik vagy lesüllyed, az hatással van a felette elhelyezkedő víztömegre is. A terület felett gyűrű alakú hullám keletkezik, ami a tengerfenéken körkörösen szétterjed. A rezgés hullámhossza 100–200 km közötti, amplitúdója mindössze 0,5 méter körüli. A hullámok periódusideje 5 perctől 1 óráig terjedhet.
Mindezek miatt a nyílt tengeren haladó szeizmikus árhullám legtöbbször alig észrevehető, bár rendkívül gyorsan terjed (800–1000 km/h). Ahogy azonban közeledik a parthoz, sebessége egyre csökken, míg a hullámnak a tengerfenékkel érintkező része a megnövekvő súrlódás miatt lelassul, egyensúlyát elveszti, aszimmetrikussá válik. Ekkor keletkezik a rettegett a cunami, ami a part közelében 10-15 perc alatt eléri a 15-30 méteres magasságot. Minél meredekebb a partfal, minél erősebb volt a rengés, annál nagyobb lesz a hullám magassága, ami akár 60 m is lehet. Főleg öblökben, tengerszorosokban, folyótorkolatoknál erősödhet fel, mivel ezeknek hullámcsapda szerepe van. Az eddig megfigyelt legmagasabb, 63 méteres cunamihullám a Kamcsatka-félsziget partjait érte el. A legmagasabb lefényképezett cunami 12 méter magas volt. A legmagasabb bizonyított cunami meghaladta az 500 méteres magasságot egy alaszkai fjordban (Lituya-öböl), ahol a partoldal leszakadása indította el a hullámot.
Bizonyos esetekben, mielőtt a víz kicsapódna a partra, először visszahúzódik a tenger felé, mintha apály lenne. Mivel általában nem egyetlen hullám érkezik, tanácsos egy magasabb helyen megvárni a hullámok közötti, néha több órára elnyúló időszakot. Nagyobb cunami akár napokig is eltarthat, ezalatt több hullám éri el a partot.

## Előrejelzés

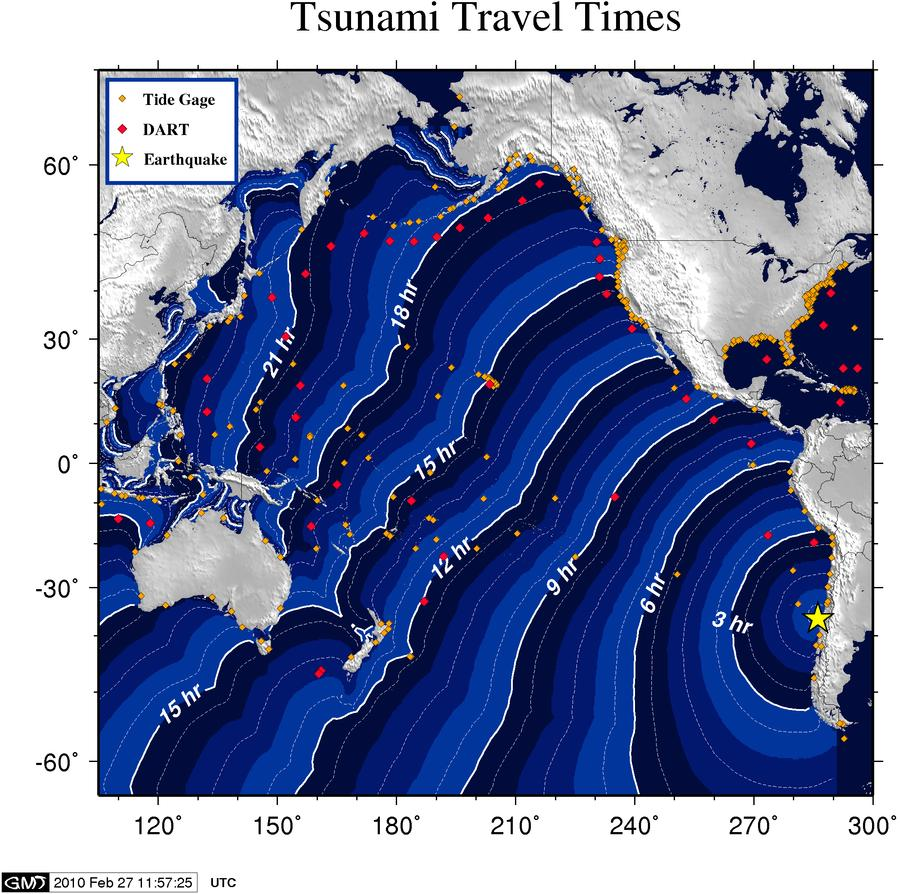
A 2010-es chilei földrengés utáni cunami terjedése a Csendes-óceánon

Mivel a kiváltó okok között első helyen a földrengés (illetve tengerrengés) szerepel, és ezt egyelőre nem tudjuk előre jelezni, ezért a cunami valószínűségét, várható helyét és erősségét is csak a földrengés bekövetkezte után lehet számítógépes modellek segítségével előre jelezni. A földrengéshullám kb. 100-szor gyorsabban halad a cunamihullámnál. Ez is csupán néhány órás időt ad a lakosságnak ahhoz, hogy a part menti laposabb területeket el tudja hagyni.
A cunami érkezését előre jelezheti a parton a szárazföld rengése, a tenger gyors és jelentős visszahúzódása, a szokatlan hullámfront, és az azt kísérő hangos robaj. Mindezek észlelésekor nem kell megvárni a hivatalos bejelentést, a partot azonnal el kell hagyni, és magasabban fekvő természetes dombra kell menni (mesterséges építmény, épület erre a célra általában nem jó).

## Más katasztrófák

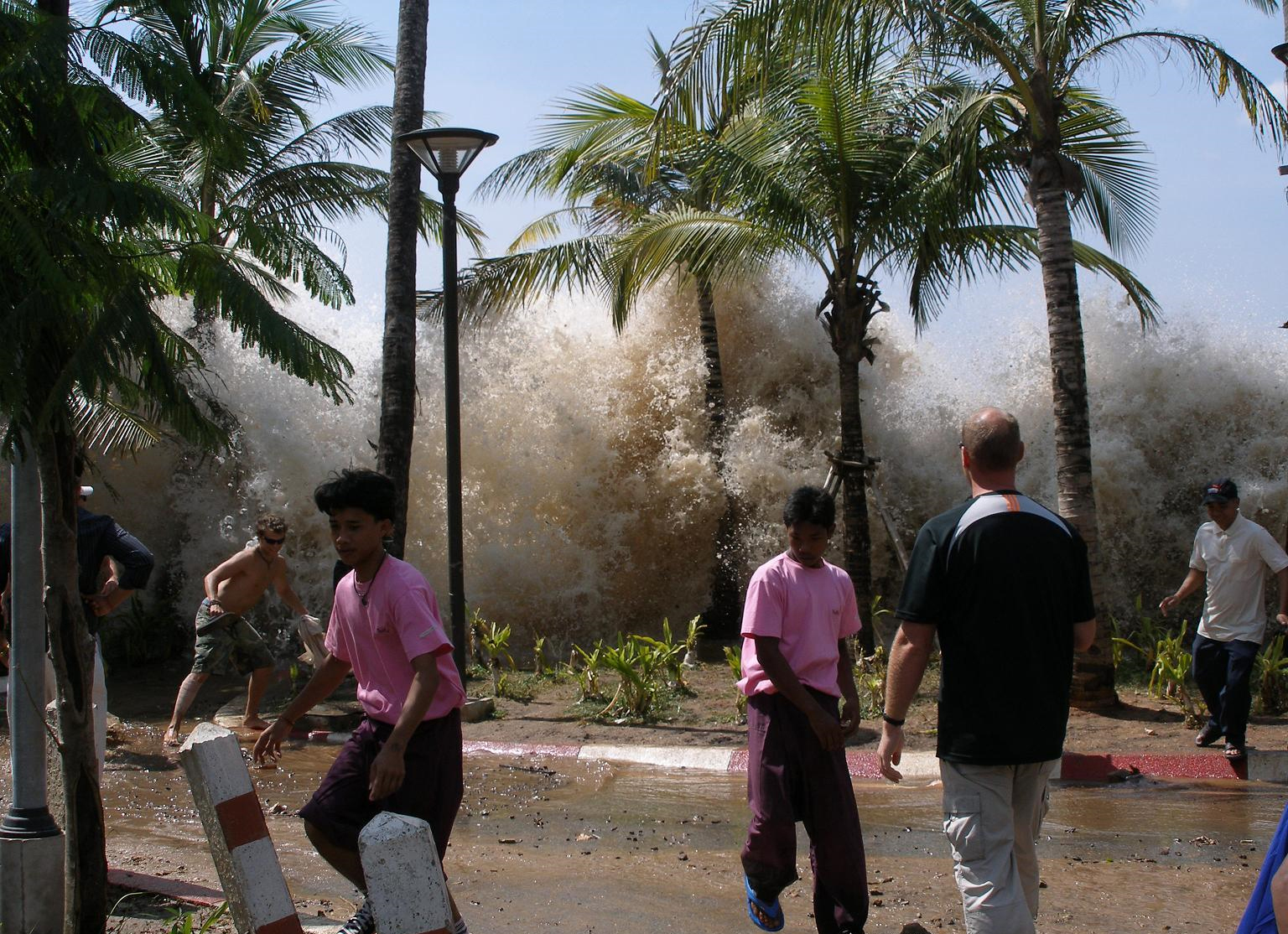
A 2004-es cunami egyik hulláma Thaiföld partjainál

- Théra vulkáni kúpjának összeomlása, amely eltörölte a minószi civilizációt (ókor)
- 1755, Lisszabon: a város jó része megsemmisült a cunamiban, majd az azt követő tűzvészben.
- 1883, Jáva és Szumátra: a Krakatau vulkán által okozott cunamiban 36 000 embert halt meg.
- 1896, Japán: A szárazföldtől 30 kilométerre lévő halászok semmit sem vettek észre a cunamiból, mely 28 000 embert ölt meg a szigeten.
- 1923, Tokió: a földrengés és a cunamik miatt kb. 140 000 lakos esett áldozatul a katasztrófának.
- 1962, Hamburgi szökőár (ez vihardagály és nem cunami volt)
- 1964, Kalifornia, Crescent City: a város elpusztult.
- 2004. december 26.: az Indonézia partjainál bekövetkezett 9-es erősségű tengerrengés, majd az azt követő 2004-es indiai-óceáni cunami a történelem egyik legnagyobb katasztrófáját okozta. A délkelet-ázsiai térségben kb. 300 000 ember vesztette életét.
- 2011. március 11.: Japán északkeleti partvidékéhez közel bekövetkezett 9,0-s erősségű tengerrengést cunami követte.[3]